# Son môi hồng (phim truyền hình)
Son môi hồng (tiếng Hàn: 분홍 립스틱; Romaja: Bonhong Ripseutik) là một bộ phim truyền hình Hàn Quốc năm 2010 do Park Eun-hye, Lee Joo-hyun, Park Kwang-hyun and Seo Yoo-jung thủ vai chính. Phim gồm 149 tập và được phát sóng trên MBC từ ngày 11 tháng 01 đến ngày 06 tháng 08 năm 2010 vào lúc 07:50 sáng các ngày từ thứ 2 đến thứ 6. Phim phát sóng tại Việt Nam từ ngày 24 tháng 05 năm 2013 trên kênh VTV3. Bộ phim này được coi là bản remake của phim Sự quyến rũ của người vợ nhưng những tình tiết trong phim được thay đổi khá nhiều.

## Tóm tắt
Yoo Ga-eun, một cô gái hiền lành, kết hôn với Park Jung-woo, bạn trai của cô từ khi học đại học. Nhưng sau đó cô phát hiện ra rằng chồng cô đang ngoại tình với bạn thân của mình, Kim Mi-ran, và cô con gái nuôi Nari thực ra là con riêng của Jung-woo và Miran. Sau khi cô và Jung-woo ly hôn, Ga-eun gặp gỡ Ha Jae-bum và họ phải lòng nhau. Tuy nhiên khi cô biết được rằng Jung-woo đã lên kế hoạch làm cho bố mình phá sản và khiến em trai Sung-eun qua đời trong tù, Ga-eun gạt bỏ tình yêu để trả thù hắn ta. Cô bắt đầu bằng cách đính hôn với Maeng Ho-geol, một doanh nhân giàu có và là chú của Jae-boum.

## Diễn viên
Diễn viên chính
- Park Eun-hye trong vai Yoo Ga-eun
- Lee Joo-hyun trong vai Park Jung-woo
- Park Kwang-hyun trong vai Ha Jae-bum
- Seo Yoo-jung trong vai Kim Mi-ran

Gia đình họ Yoo
- Nam Il-woo trong vai Yoo Dong-gook, bố
- Kim Young-ran trong vai Jung Hae-shil, mẹ
- Moon Ji-yoon trong vai Yoo Sung-eun, em trai
- Kim Min-hwa trong vai Yoo Young-eun, em gái

Gia đình họ Park
- Oh Mi-yeon trong vai Han Bun-nyeo, mẹ
- MayBee trong vai Park Jung-hee, em gái
- Kim Soo-jung trong vai Park Na-ri, con gái của Jung-woo và Mi-ran

Diễn viên phụ
- Dokgo Young-jae trong vai Maeng Ho-geol, chủ tịch công ty thời trang Taeyang
- Sung Woong trong vai Maeng Seo-jin, con trai của Ho-geol
- Yoo Ji-in trong vai Jung Mal-ja, mẹ của Mi-ran
- Lee Sang-hoon trong vai Yeo Ki-byul
- Jung Yoo-chan trong vai Young-gyu
- Baek Bo-ram trong vai Yoon Na-na
- Lee Jung-yong trong vai  Yong-kap
- Song Ji-eun trong vai Kim Min-joo, bạn của Mi-ran
- Won Jong-rye trong vai Oh Soo-ji
- Bang Joon-seo trong vai Mi-ran lúc nhỏ
- Sung Hyuk
- Kan Jong-wook

## Giải thưởng
| Năm  | Giải thưởng      | Hạng mục                    | Người nhận   | Kết quả   | Chú thích |
| ---- | ---------------- | --------------------------- | ------------ | --------- | --------- |
| 2010 | MBC Drama Awards | Nữ diễn viên chính xuất sắc | Park Eun-hye | Đoạt giải | [ 3 ]     |

## Phát sóng quốc tế
- Iran: GEM TV (2011)
- Philippines: TV5 (2012)
- Thái Lan: True Asian Series (2012)
- Việt Nam: VTV3 (24/05/2013)
- Indonesia: Indosiar (2014)